# Maison folle (Vietnam)

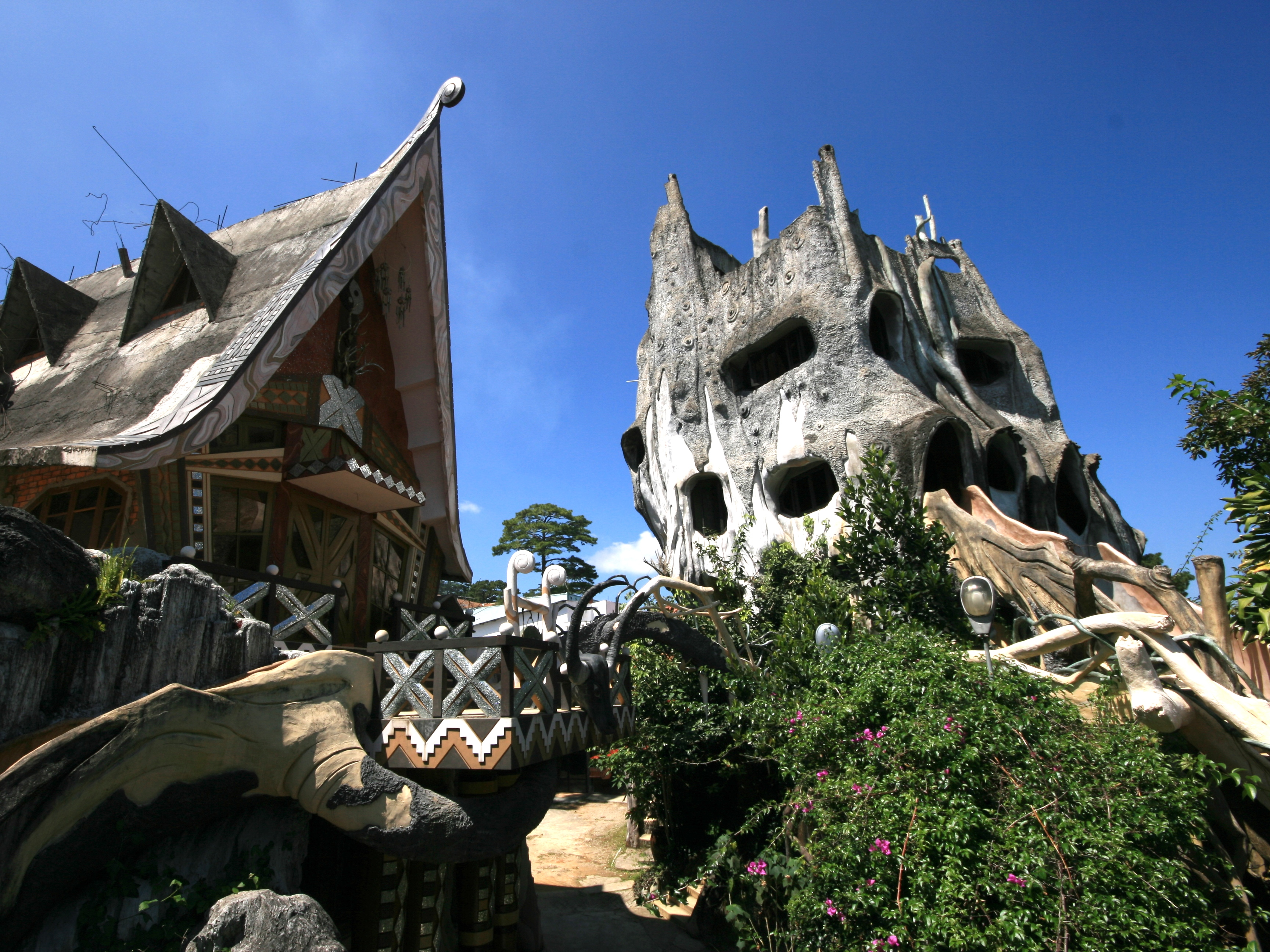
Vue d'ensemble de l'extérieur.

La maison d'hôtes Hằng Nga (vietnamien : Biệt thự Hằng Nga), plus connue sous le surnom de maison folle (vietnamien : Ngôi nhà quái dị), est un bâtiment non conventionnel conçu et construit par l'architecte vietnamienne Đặng Việt Nga à Đà Lạt, au Vietnam.
Décrit comme une « maison de conte de fées » (Hằng Nga, en Chữ nho 姮娥, est la déesse chinoise de la Lune), le bâtiment ressemble à un arbre géant, et incorpore des éléments représentant des formes naturelles comme des animaux, des champignons, des toiles d'araignées et des grottes. Son architecture aux formes complexes et organiques a été décrite comme expressioniste ; Nga reconnait s'être inspiré des idées de l'architecte catalan Antoni Gaudí. Depuis son inauguration en 1990, le bâtiment a été reconnu pour son architecture unique, et classé comme une des dix constructions du monde les plus « bizarres » par le Quotidien du peuple.

## Design

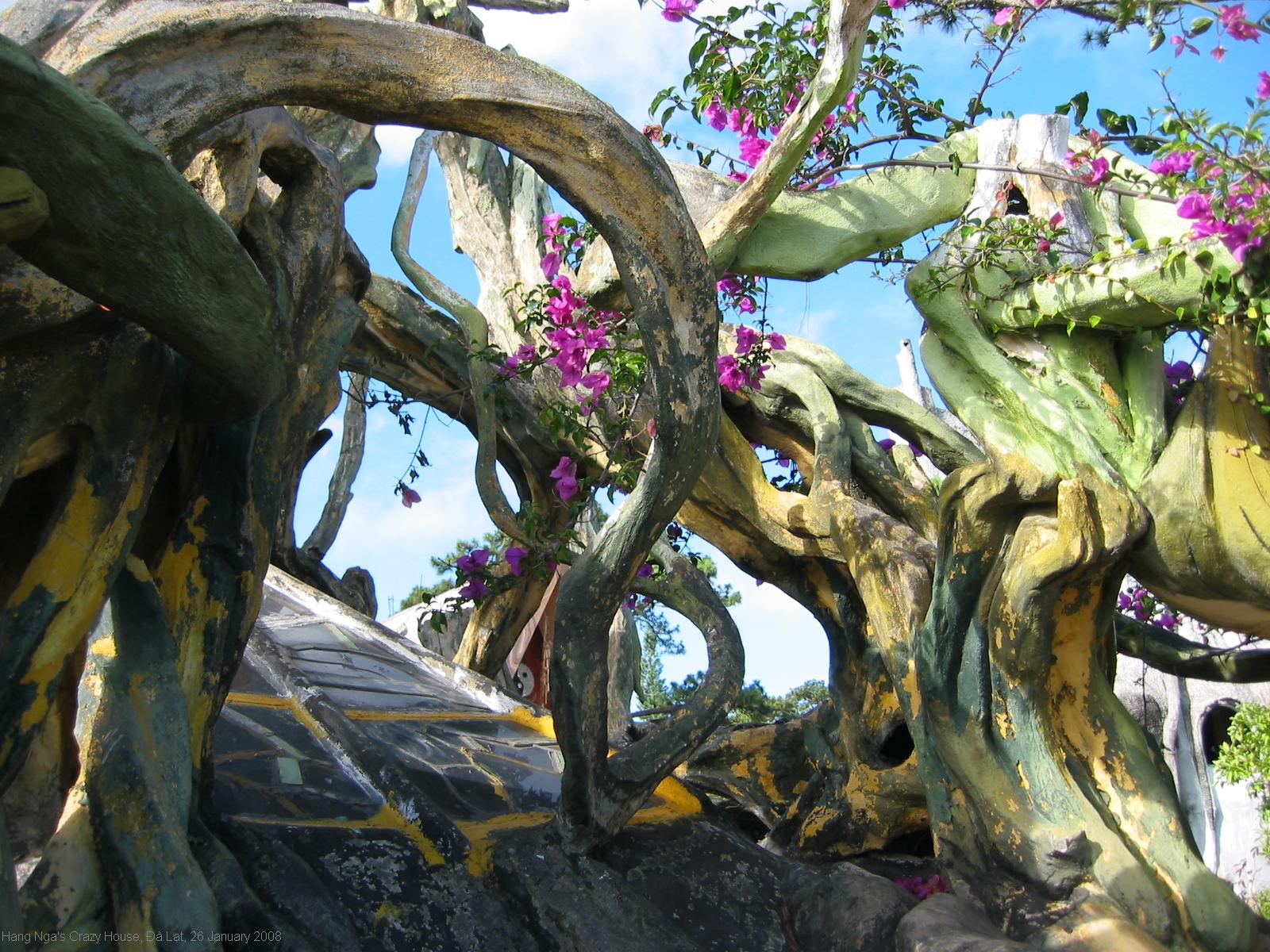
L'extérieur est décoré de formes organiques sinueuses.

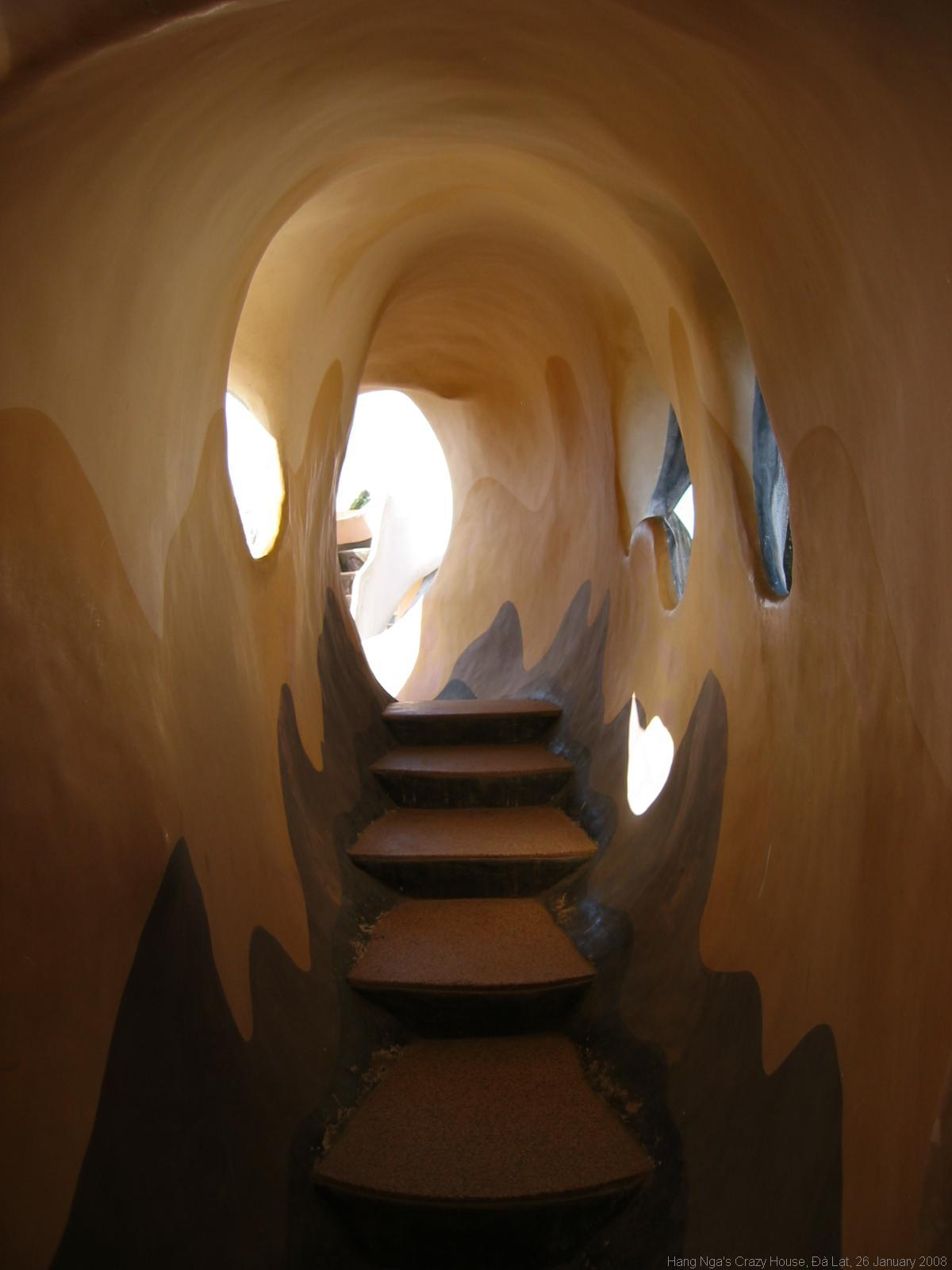
Un escalier en forme de grotte

La maison d'hôtes, ouverte au public en 1990. est au départ un projet personnel de l'architecte vietnamienne Dang Viet Nga, fille de Trường Chinh. Nga, qui est titulaire d'un PhD en architecture de l'université d'État de Moscou, a déclaré que le design de la maison lui avait été inspiré.par l'environnement naturel de la ville de Đà Lạt, ainsi que par le travail de Antoni Gaudí,.

### Architecture
Plutôt que d'utiliser des plans architecturaux standards comme modèles, Đặng Việt Nga part de peintures qu'elles a créées et engage des artisans locaux non professionnels pour les transformer en éléments structurels. On trouve peu d'angles droits dans l'ensemble du bâtiment, qui présente plutôt une structure organique complexe évoquant des formes naturelles. L'extérieur du bâtiment ressemble à un banian de cinq étages, avec des ouvertures de fenêtres aux formes irrégulières et des structures en forme de branches qui « poussent » le long de ses murs et s'élèvent au-dessus du toit vers le ciel. Qualifiée de « maison de conte de fées », l’architecture du bâtiment a été comparée à celle des œuvres de Salvador Dalí et de Walt Disney. Analysant l’architecture du bâtiment, le Comité populaire de la ville de Đà Lạt l'a qualifiée d'« expressionniste ».

### Design intérieur
La maison d’hôtes comprend dix chambres à thème, chacune étant dédiée à un animal. Parmi les exemples figurent la chambre du tigre, celle de l’aigle, de la fourmi ou encore du kangourou, chacune décorée selon le thème choisi. Les murs de la chambre du tigre, par exemple, présentent un grand tigre aux yeux rouges lumineux ; la chambre du kangourou intègre une sculpture de kangourou dont le ventre abrite une cheminée; la cheminée de la chambre de l’aigle est quant à elle conçue sous la forme d’un œuf géant d’aigle. Certaines chambres sont également porteuses d’un symbolisme supplémentaire, l’animal étant associé à une nationalité particulière. Ainsi, Đặng Việt Nga décrit la chambre du tigre comme représentant « les forces des Chinois » ; celle de l’aigle comme étant « grande et forte », à l’image des Américains ; et la chambre de la fourmi comme incarnant « le travail acharné des Vietnamiens ». Le mobilier des chambres est fabriqué à la main – et parfois intégré directement dans l’architecture – afin de s’adapter à leurs formes organiques et non linéaires. Des éléments décoratifs en pierre, répartis dans toute la maison, représentent divers animaux tels que des ours, des girafes, des grenouilles, des araignées ou des fourmis, ainsi que des éléments naturels comme des champignons ou des toiles d’araignée. Les escaliers et couloirs sont conçus pour évoquer des tunnels et des grottes,,.

## Utilisation touristique
Pour soulager la dette personnelle accumulée sur ce projet, Nga étendit le bâtiment pour en faire une maison d'hôte, et l'ouvrit à des visites touristiques payantes en 1990 ; en 2020, le prix d'une nuit allait de trois cents à six cents mille dongs (environ  10 à 20 euros) pour les vietnamiens, et trois fois plus pour les étrangers.

## Réception
Cette maison d'hôtes de cinq étages a suscité beaucoup d'intérêt et de controverses dès sa création, provoquant des réactions variées allant de la critique et de la dérision jusqu'à une admiration ouverte. La maison a été surnommée la « Crazy House » (Maison folle) par les premiers visiteurs, un nom que Nga a rapidement adopté elle-même pour sa création.

Les visiteurs réagissent généralement positivement à l'égard de cette maison, la qualifiant de « courageuse », « brillante », « typiquement cosmique », tout en saluant Nga pour sa vision et son dévouement à son travail. Certains visiteurs relèvent également des parallèles avec Salvador Dalí ou même Walt Disney. Un touriste français a commenté ainsi :

« Merci de m'avoir montré le sens de la vie. Cette maison de conte de fées m'a ramené à mon enfance, lorsque les choses étaient pures et naturelles. »

Les autorités locales, notamment le Comité populaire de la ville de Da Lat, se sont longtemps opposées au travail de Nga sur la maison, rejetant ses propositions en raison de préoccupations concernant son caractère improvisé, son manque d'esthétique formelle et sa solidité structurelle. Grâce à sa persévérance, et avec un financement privé provenant de ses amis et de sa famille, Dang a néanmoins pu continuer à développer et affiner la maison, réussissant finalement à convaincre le gouvernement national à Hanoï de soutenir son œuvre et à lui permettre de poursuivre la construction sans restriction. Le bâtiment a été mentionné dans de nombreux guides touristiques : la troisième édition de Frommer's Vietnam, par exemple, décrit la maison d'hôtes comme une « œuvre intéressante et évolutive de pop art », ainsi qu'une « visite amusante ». En 2009, le journal chinois Le Quotidien du Peuple a inclus le bâtiment parmi les dix constructions les plus « étranges » du monde,.